# Chauna torquata
Chauna torquata là một loài chim trong họ Anhimidae.
Loài chim này được tìm thấy ở đông nam Peru, miền bắc Bolivia, Paraguay, miền nam Brazil, Uruguay và miền bắc Argentina. Chế độ ăn uống của loài chim này bao gồm các thân cây, hạt, lá, và hiếm khi chúng cũng ăn động vật nhỏ.

## Hình ảnh

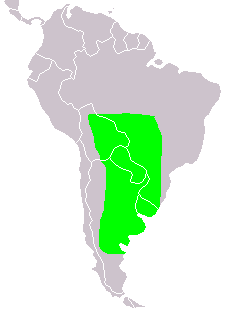
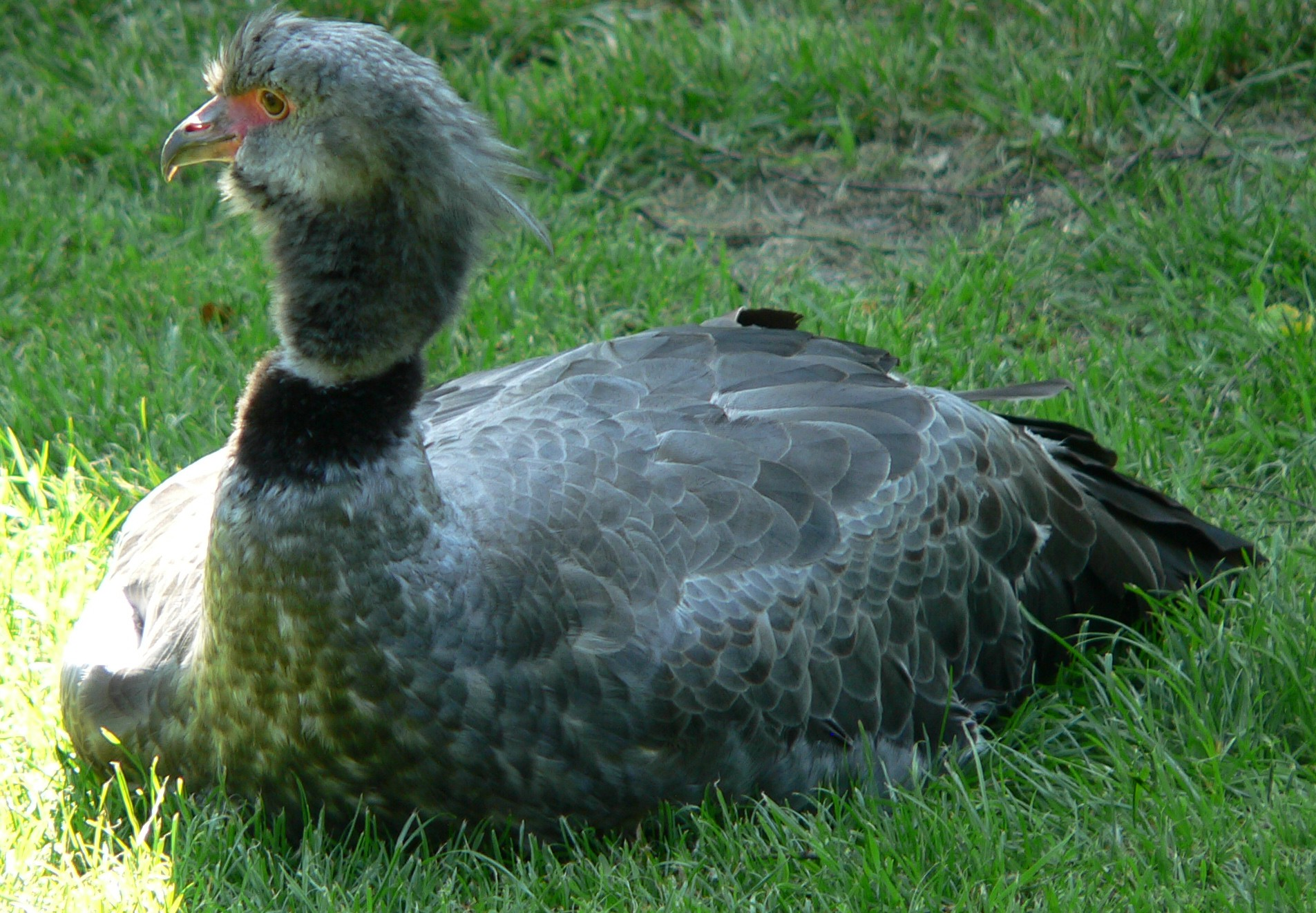
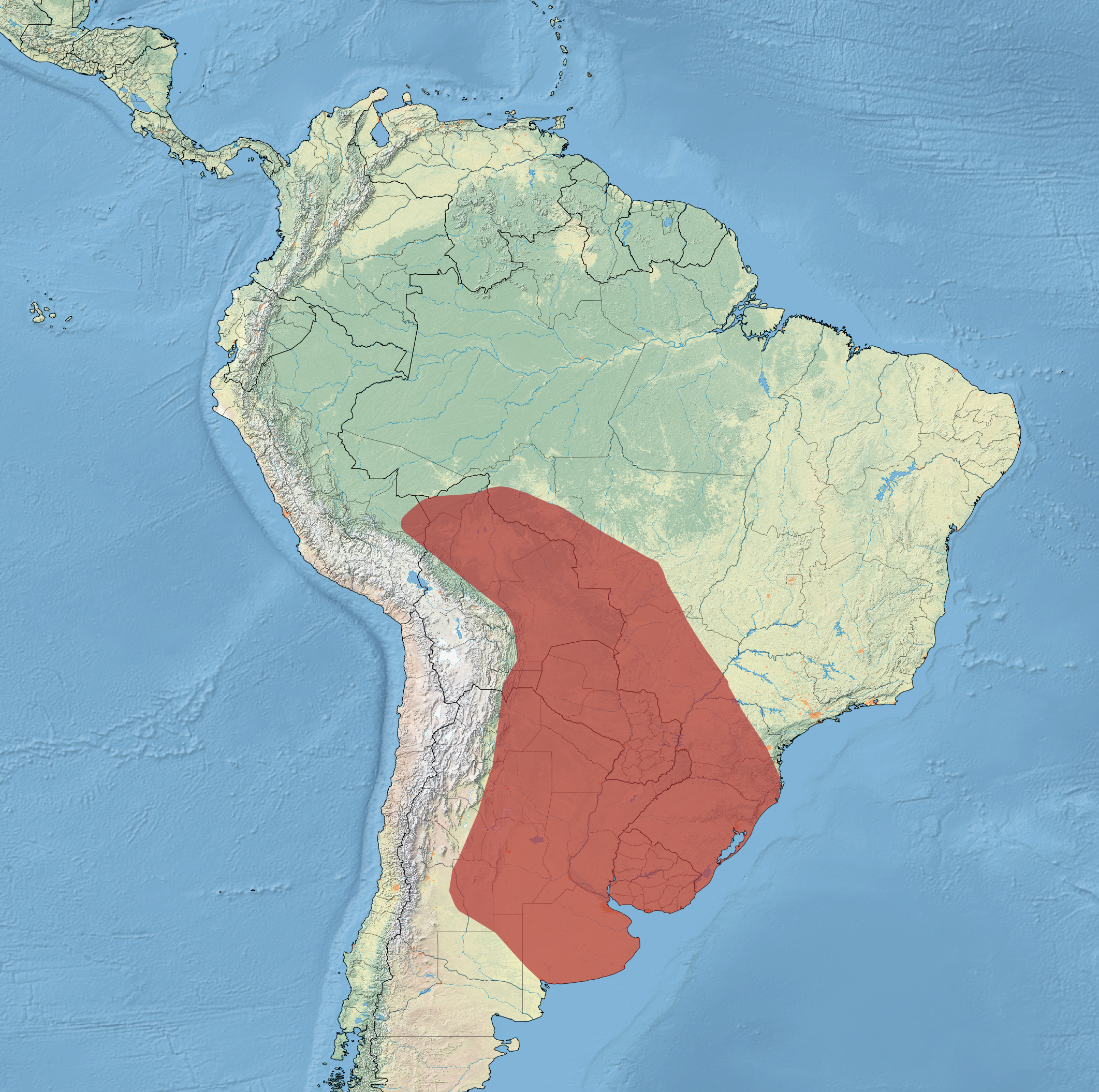
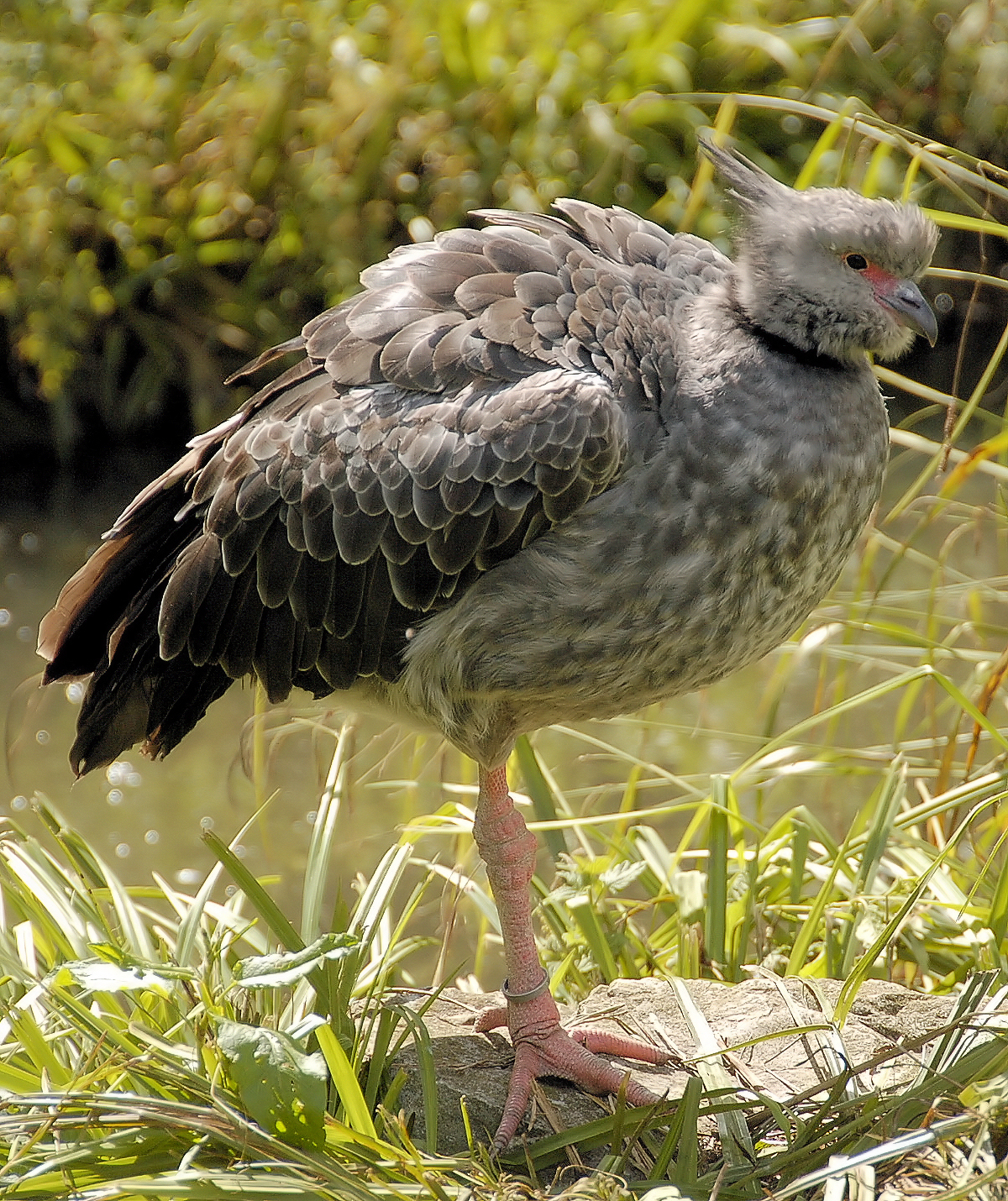
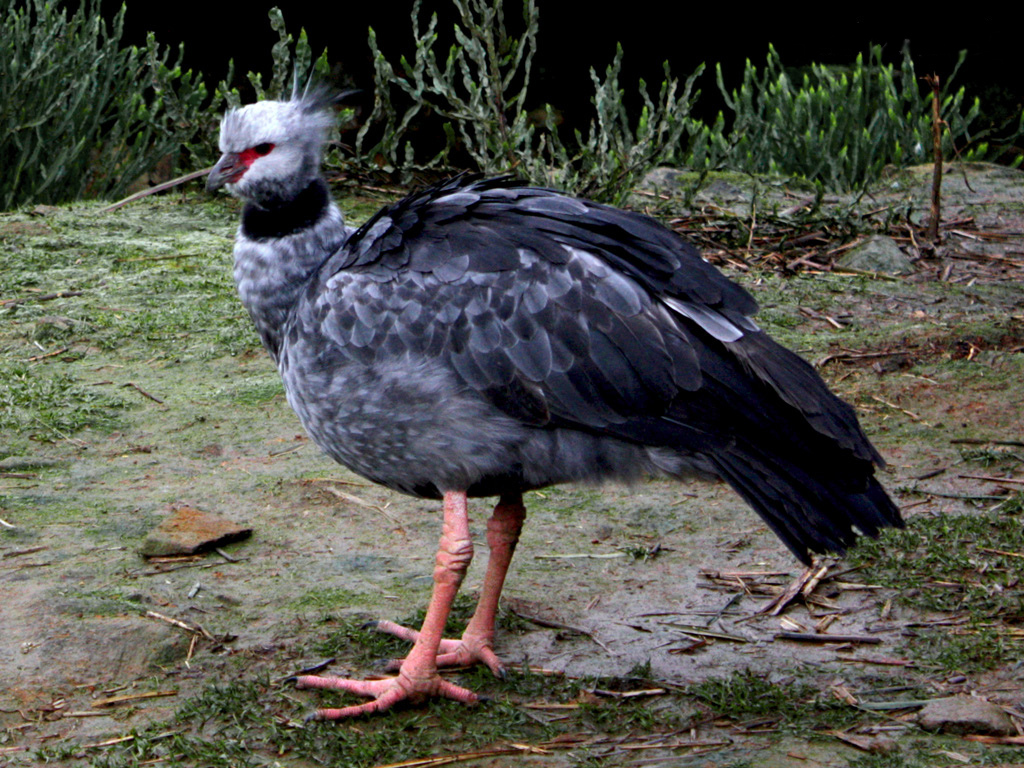
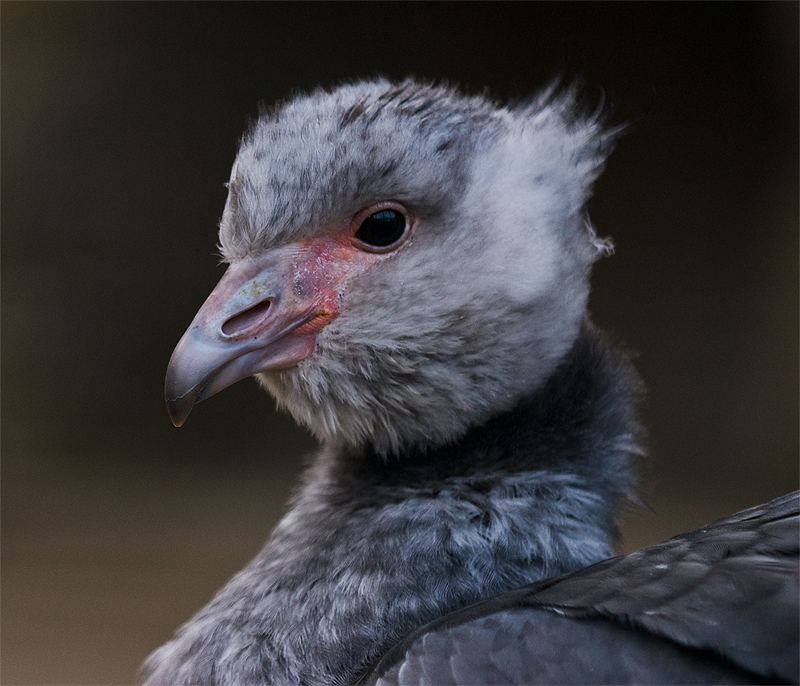